# MS Pride of Dover
 (mars 2017).
Le contenu est difficilement compréhensible vu les erreurs de traduction, qui sont peut-être dues à l'utilisation d'un logiciel de traduction automatique.
Le MS Pride of Dover était un navire transmanche, construit en 1987 pour la société Townsend Thoresen. Il a principalement navigué sur la ligne Douvres–Calais jusqu'en 2010.

## L'histoire
Le MS Pride of Dover fut le dernier navire mis au service de la célèbre coque orange de Townsend Thoresen, bien qu'il ait été livré arborant le drapeau de la Peninsular and Oriental Steam Navigation Company (P&O). Townsend Thoresen a été renommé P&O European Ferries en 1987, à la suite de la catastrophe du Herald of Free Enterprise (lors d'une traversée transmanche Zeebruges-Douvres, une des portes de garage du Townsend Thoresen est restée ouverte et l'eau s'est infiltrée dans le navire, faisant couler ce dernier). Le Pride of Dover a rapidement été repeint aux nouvelles couleurs de la compagnie.
Le Pride of Dover a principalement été exploité sur la route Douvres–Calais, mais fit de nombreux passages au niveau de Douvres et de Zeebruges en raison de l'activité industrielle en France.[Quand ?]
L'industrie en général a considéré le Pride of Dover ainsi que sa sœur le Pride of Calais comme les plus réussis des ferries à avoir été construits pour les voyages transmanche[citation nécessaire]. Les navires disposaient d'une maniabilité remarquable et d'une excellente tenue en mer. Entre 1998 et 2002 le Pride of Calais a été sous le contrôle de P&O Stena Line et portait le nom de P&OSL Douvres. Une fois de retour au contrôle de P&O il a été rebaptisé PO Douvres avant qu'il ne soit repeint aux couleurs de P&O Ferries lorsque son nom fut changé en Pride of Dover.
Le navire a effectué son dernier voyage au sein de P&O le 15 décembre 2010 en quittant Douvres à 23 h 45, heure locale. Il a ensuite été remplacé par le nouveau superferry Spirit of Britain, doté d'une plus grande capacité et d'environ le double de tonnage brut, à 47 600 tonnes. Ce dernier est le deuxième plus grand ferry qui traverse la manche. Le pride of Dover a ensuite été immobilisé dans les Tilbury Docks et proposé à la vente. En février 2012, son drapeau a été retiré de sa cheminée et il est resté à Tilbury  jusqu'au 23 octobre 2012, lorsque tous ses générateurs ont été coupés et l'équipage de permanence transféré vers sa sœur, Pride of Calais.
Le 1er novembre 2012, près de deux ans après son immobilisation à Tilbury, le Pride of Dover ainsi que son moteur endommagé au-delà de toute réparation ont été déclarés vendus à un ferrailleur au profit des interêts maritimes allemands. Le Pride of Dover fut renommé Pride et tous les logos P&O supprimés. Le 29 novembre il quitta Tilbury en direction de Tuzla en Turquie à l'aide du remorqueur Eide de Chasse, mais fut finalement livré à Aliağa le 27 décembre.

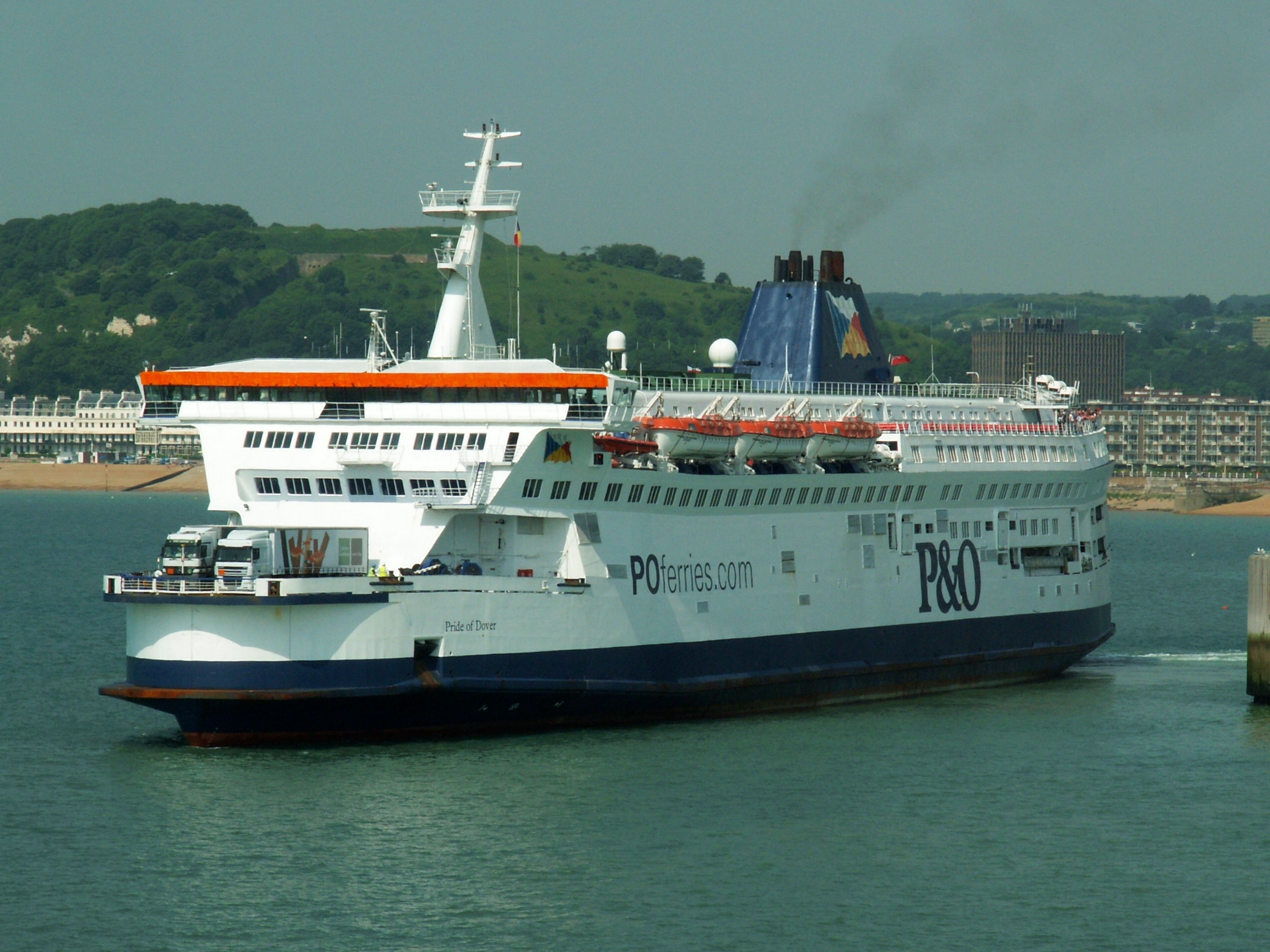
Pride of Dover

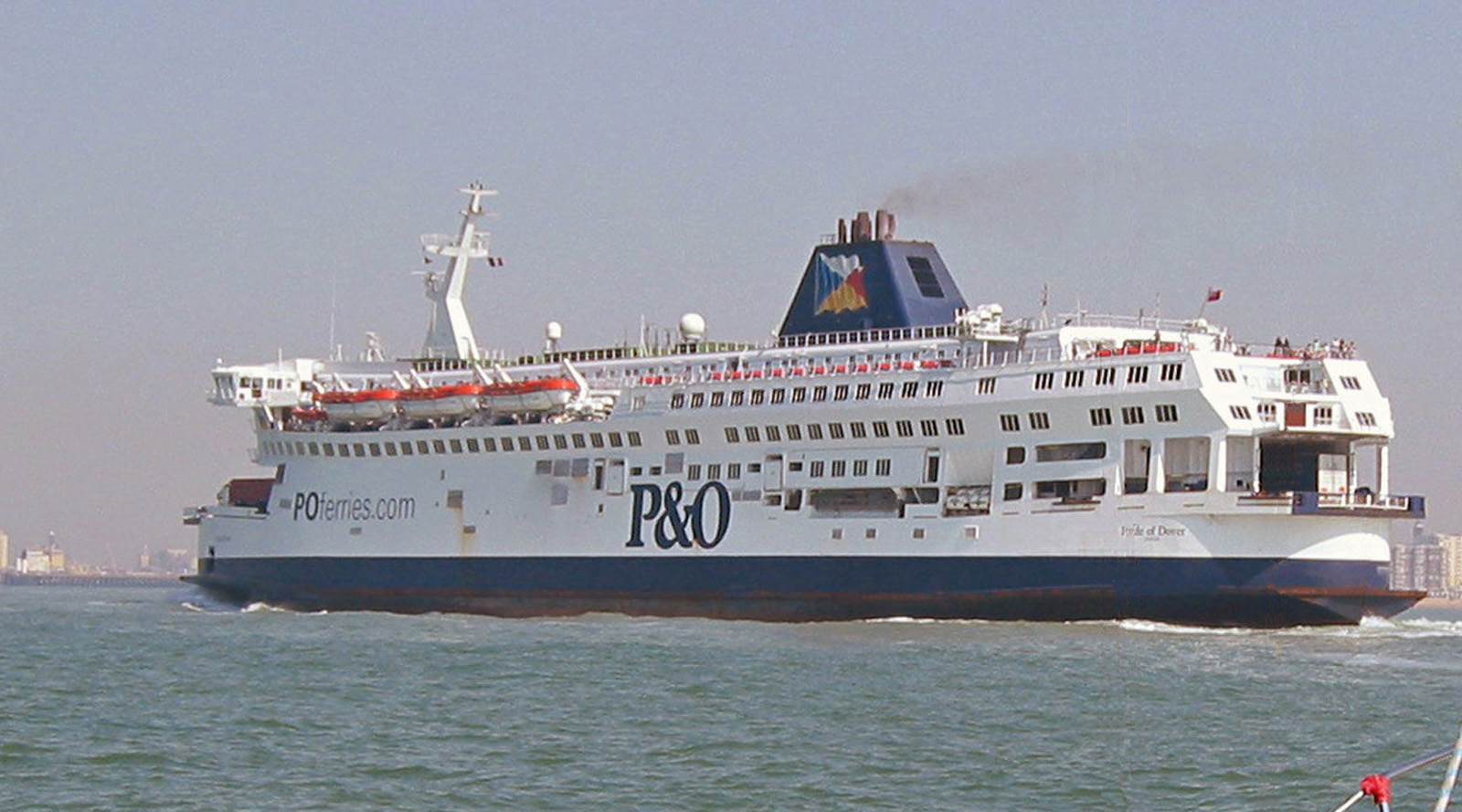
Pride of Dover 2006

## À bord
Comme avec la plupart des P&O Ferries, le Pride of Dover propose à bord les services suivants :
- The Food Court (restaurant self-service, anciennement International Food Court)
- Langan's Brasserie (restaurant)
- Des duty-free
- The Bar (bar, anciennement Silverstones Sports Bar)
- Harbour Coffee Company (café, encore présent en 2016)
- Plusieurs salons :
  - Club
  - Quiet
  - Truckers
  - Horizon
- Une salle d'arcade

## L'aménagement du pont
- Le pont A était l'espace de l'équipage
- Le pont B était celui des passagers et de l'équipage
- Le pont C était l'espace des voyageurs
- Le pont D était une mezzanine du garage voitures
- Le pont E était le plus haut pont-garage principal
- Le pont F était une petite mezzanine
- Le pont G était l'un des ponts-garages principaux
- Le pont H était l'emplacement de la salle de commande des machines et de stockage

À la suite de nouvelles règles à la fin des années 1990 les lettres des ponts ont été remplacées par des numéros, le pont 1 étant la partie la plus basse de la cuve. Dans le cas de la Pride of Dover, le pont 10 est le plus haut pont, anciennement appelée monkey island deck ou pont M
- Pont 1 – Salle des machines
- Pont 2 – Partie supérieure de la salle des machines et des magasins (Précédemment Pont H)
- Pont 3 – LVD (bas du pont des véhicules)
- Pont 4 – Demi-pont voitures
- Pont 5 – UVD (haut du pont des véhicules)
- Pont 6 – Partie supérieure du demi-pont
- Pont 7 – Locaux passagers (précédemment pont C)
- Pont 8 – Passagers et équipage (anciennement pont B)
- Pont 9 – Domaines de l'équipage (auparavant un pont)
- Pont 10 – Monkey Island (auparavant pont M)

## Navires jumeaux
- MS Pride of Calais, également construit en 1987